# استخوان ضربدری (فیلم)
استخوان ضربدری (انگلیسی: CrossBones) فیلمی در ژانر ترسناک است که در سال ۲۰۰۵ منتشر شد.